# Moon Zoo
O programa Moon Zoo, parte do projeto Zooniverse, é um projeto de astronomia "on-line" que usa o conceito de ciência cidadã para criar uma detalhada contagem de crateras, o mapeamento da variação na idade das rochas lunares, e para mapear o tamanho e a forma do maior número de crateras possível usando dados da sonda Lunar Reconnaissance Orbiter da NASA.